# Lingua franca nova
La lingua franca nova (abbreviata in LFN e nota colloquialmente come elefen) è una lingua artificiale ausiliaria creata da Cornelis George Boeree della Shippensburg University, in Pennsylvania, e in seguito perfezionata da molti dei suoi utilizzatori. Il vocabolario è basato soprattutto sulle lingue romanze, ossia il francese, l'italiano, il portoghese, lo spagnolo e il catalano.
La lingua franca nova ha un'ortografia fonemica basata su 22 lettere dall'alfabeto latino (l'alfabeto cirillico è stato anch'esso ufficiale fino al 2021).
La grammatica è ispirata a quella delle lingue creole romanze. Come gran parte delle lingue creole, la lingua franca nova possiede un sistema grammaticale estremamente semplificato e facile da imparare.

## Storia
Boeree iniziò a progettare la lingua franca nova nel 1965, con l'obiettivo di creare una lingua ausiliaria internazionale semplice, regolare e facile da imparare, da usare per le comunicazioni internazionali. La sua idea si ispirava alla lingua franca mediterranea (il "sabir"), un pidgin romanzo usato dai marinai e dai mercanti europei come lingua franca nelle regioni costiere del Mar Mediterraneo tra l'XI e il XVIII secolo, ma anche a vari idiomi creoli, come il papiamento e il creolo haitiano. Utilizzò il francese, l'italiano, il portoghese, lo spagnolo e il catalano come lessificatori.
La lingua franca nova fu presentata per la prima volta su Internet nel 1998. Nel 2002 Bjorn Madsen formò un gruppo Yahoo! che arrivò ad avere circa 300 iscritti che contribuirono significativamente all'ulteriore evoluzione della lingua.
Nel 2005 Stefan Fisahn creò un wiki per la lingua. Il wiki si trasferì a Wikia nel 2009, poi venne ospitato direttamente sul sito web ufficiale nel 2019.
Nel 2007, Igor Vasiljevic creò un gruppo Facebook, che oggi ha oltre 600 membri.
Nel gennaio 2008 la lingua franca nova ha ottenuto da SIL il codice di classificazione ISO 639-3 "lfn".
Nel 2008 Simon Davies iniziò a effettuare aggiornamenti significativi al dizionario "master" consultabile LFN-inglese. Il dizionario continua a essere tuttora mantenuto aggiornato sul sito web ufficiale, con oltre 20000 lemmi, e ne è stata pubblicato anche una versione in forma cartacea nel 2018.
Nel 2012 fu stampato per la prima volta su carta un romanzo completamente tradotto in lingua franca nova: "La aventuras de Alisia en la pais de mervelias", che è la traduzione, fatta da Simon Davies, de "Le avventure di Alice nel Paese delle Meraviglie" di Lewis Carroll.
Nel 2014 du lanciato un nuovo sito web ufficiale sul dominio "elefen.org": offre vari supporti didattici (come liste di parole per i viaggiatori, guide alla grammatica complete) disponibili in diverse lingue, e ospita un wiki e il dizionario ufficiale consultabile. Sul sito web ufficiale sono disponibili pubblicamente per la lettura anche alcune opere letterarie interamente tradotte in lingua franca nova.
Il 18 aprile 2018, fu lanciata ufficialmente come regolare progetto Wikipedia la versione di Wikipedia in lingua franca nova, denominata "Vicipedia".
Il 15 maggio 2020 in rete, e il 10 maggio 2021 in formato cartaceo, fu pubblicato il primo romanzo letterario originale scritto in Lingua Franca Nova: La xerca per Pahoa, di Vicente Costalago.
Il 5 gennaio 2021, il creatore della lingua, Cornelis George Boeree, morì di tumore al pancreas all'età di 68 anni.

## Pronuncia e ortografia

### Fonologia

#### Vocali
La lingua franca nova ha cinque vocali come lo spagnolo, il greco moderno e l'ebraico moderno.
|        | Anteriore | Posteriore |
| ------ | --------- | ---------- |
| Chiusa | i         | u          |
| Media  | e         | o          |
| Aperta | a         | a          |

1. ↑  può essere pronunciata anche [ɛ] o [eɪ]
2. ↑  può essere pronunciata anche [ɔ], [oʊ] o [əʊ]
3. ↑  può essere pronunciata anche [ɑ]

#### Consonanti
|               | Labiale | Labiale | Alveolare | Alveolare | Postalveolare/palatale | Postalveolare/palatale | Velare/glottidale | Velare/glottidale |
| ------------- | ------- | ------- | --------- | --------- | ---------------------- | ---------------------- | ----------------- | ----------------- |
| Nasale        | m       | m       | n         | n         |                        |                        |                   |                   |
| Occlusiva     | p       | b       | t         | d         |                        |                        | k                 | g                 |
| Fricativa     | f       | v       | s         | z         | ʃ                      | ʒ                      | (h)               | (h)               |
| Approssimante |         |         | l         | l         | j                      | j                      | w                 | w                 |
| Polivibrante  |         |         | r         | r         |                        |                        |                   |                   |

1. ↑  può essere pronunciata anche [ts]
2. ↑  può essere pronunciata anche [tʃ]
3. ↑  può essere pronunciata anche [dʒ]
4. ↑  può anche essere silenziosa

### Ortografia
La lingua franca nova normalmente viene scritta utilizzando l'alfabeto latino. La sua ortografia è altamente fonemica.
| Alfabeto latino | a   | b   | c   | d   | e   | f   | g   | h   | i        | j   | l   | m   | n        | o   | p   | r   | s   | t   | u        | v   | x   | z   |
| IPA             | [a] | [b] | [k] | [d] | [e] | [f] | [ɡ] | [h] | [i], [j] | [ʒ] | [l] | [m] | [n], [ŋ] | [o] | [p] | [r] | [s] | [t] | [u], [w] | [v] | [ʃ] | [z] |
| Nomi            | a   | be  | ce  | de  | e   | ef  | ge  | hax | i        | je  | el  | em  | en       | o   | pe  | er  | es  | te  | u        | ve  | ex  | ze  |

Le vocali della lingua franca nova (a, e, i, o e u) vengono pronunciate come in italiano. I suoni delle vocali consentono la possibilità di variazioni, soprattutto la a, la e e la o.
I dittonghi sono ai [ai], au [au], eu [eu] e oi [oi].
Le lettere i e u vengono usate come semivocali ([j] e [w]) ad inizio parola prima di una vocale (ad es. ioga), tra vocali (ad es. joia), in li e ni (non nella prima sillaba di una parola) tra vocali (ad es. folia), e in cu e gu prima di una vocale (ad es. acua). La lettera n viene pronunciata come in banco ([ŋ]) prima della g (ad es. longa) e della c (ad es. ance), e in -ng alla fine di una sillaba (ad es. bumerang). Le lettere a, e e o possono variare nella pronuncia con i possibili allofoni rispettivamente [ɑ], [ɛ] o [eɪ], e [ɔ] o [oʊ]/[əʊ].
La maggior parte delle consonanti viene pronunciata come in italiano, tranne la c e la g che vengono sempre pronunciate dure come in cane (can) e in gatto (gato), la j pronunciata alla francese come in gigolò (jigolo), e la x per il suono sc di sciarpa (xarpe).
Sebbene l'accento tonico non sia fonemico in lingua franca nova, la maggior parte delle parole è accentata sulla vocale o sul dittongo che precede l'ultima consonante (ad es. casa, abeon, baia). Le parole senza vocali prima dell'ultima consonante sono accentate sulla prima vocale (ad es. tio). Le parole che finiscono con un dittongo sono accentate sul dittongo (ad es. cacau). Quelle che finiscono con le doppie vocali ae, ao, ea, eo, oa, oe e ui sono accentate sulla prima di queste vocali (ad es. idea). L'aggiunta di -s o -es per i nomi plurali non altera l'accento.
Il fonema /h/ è estremamente marginale e può essere muto.
Le lettere k, q, w e y (ka, qua, wa e ya) sono disponibili per le parole e i nomi provenienti da altre lingue. Sono accettabili variazioni nella pronuncia.

## Vocabolario

### Origini del lessico
Il lessico della lingua franca nova si fonda principalmente sulle lingue romanze italo-occidentali: il francese, l'italiano, il portoghese, lo spagnolo e il catalano.
La lingua franca nova non deriva la forma delle sue parole in un modo rigidamente logico, ma i creatori del lessico considerano anche la bellezza dei suoni e altri fattori soggettivi. Generalmente, se una parola è simile nella maggior parte delle lingue d'origine, essa viene adottata.
Ovviamente, ogni lingua ha varianti di ortografia e pronuncia. Generalmente, la lingua franca nova preferisce la pronuncia all'ortografia.
Quando le lingue d'origine condividono una parola nativa dal latino, ma l'hanno modificata in diversi modi, la lingua franca nova preferisce la variante più vecchia, vale a dire una variante simile al latino. Per esempio:
| latino | italiano | spagnolo | portoghese | francese | catalano | LFN   |
| ------ | -------- | -------- | ---------- | -------- | -------- | ----- |
| pleno  | pieno    | lleno    | pleno      | plein    | ple      | plen  |
| clave  | chiave   | llave    | chave      | clef     | clau     | clave |
| flamma | fiamma   | llama    | chama      | flamme   | flama    | flama |

Ma quando la forma latina non concorda con le regole fonotattiche della lingua franca nova, viene adattata l'ortografia (in un modo analogo alle lingue moderne, soprattutto l'italiano):
| latino | italiano | spagnolo | portoghese | francese | catalano | LFN  |
| ------ | -------- | -------- | ---------- | -------- | -------- | ---- |
| lacte  | latte    | leche    | leite      | lait     | llet     | lete |
| lecto  | letto    | lecho    | leito      | lit      | llit     | leto |
| nocte  | notte    | noche    | noite      | nuit     | nit      | note |

Il lessico della lingua franca nova può accettare parole straniere ma importanti a livello internazionale (per esempio i nomi delle nazioni moderne, delle principali lingue, dei mari e di altre entità geografiche internazionali, delle entità importanti dalle varie culture del mondo). Generalmente, le parole si trascrivono foneticamente, non ortograficamente (per esempio, la lettera c diventa s se la lingua d'origine la pronuncia in modo sibilante, tx nelle parole prese dall'italiano). Molte eccezioni sono possibili, specialmente quando la pronuncia è incerta; in tal caso, si segue preferibilmente l'ortografia (per esempio, la parola "English" è trascritta come engles e non inglix per mantenere una forma più riconoscibile).

## Grammatica
La lingua franca nova è una lingua SVO (soggetto-verbo-oggetto). Gli attributi seguono generalmente ciò che alterano, così come i sintagmi preposizionali e le proposizioni subordinate.
A parte il plurale in -s o -es, i sostantivi sono invarianti. Il ruolo di un sostantivo in una proposizione è determinato dall'ordine delle parole e dalle preposizioni. Esistono 22 preposizioni, come a (a), de (da, di), en (in) e con (con).
I sostantivi sono solitamente preceduti dagli articoli (la (il) o un (un)) o da altri determinanti come esta (questo/i), acel (quello/i), alga (un po'/alcuni), cada (ciascuno), multe (molto/i) e poca (poco/i). Anche i determinanti possessivi, i numeri cardinali e gli aggettivi bon (buono) e mal (cattivo) precedono il sostantivo; i numeri ordinali seguono il sostantivo. Vari pronomi sono identici ai determinanti o derivati da essi.
I pronomi personali sono invarianti:
| persona | singolare                              | plurale      |
| ------- | -------------------------------------- | ------------ |
| 1       | me (io)                                | nos (noi)    |
| 2       | tu (tu)                                | vos (voi)    |
| 3       | el (egli/ella) / lo (esso/a) / on (si) | los (essi/e) |

El (egli/ella) è usato per le persone e per i principali animali; lo (esso/a) è usato per tutto il resto. On (si) è usato come in francese o come "man" in tedesco.
Per quanto riguarda la prima e la seconda persona, i pronomi riflessivi sono uguali ai pronomi regolari, e i determinanti possessivi sono mea (mio), nosa (nostro), tua (tuo) e vosa (vostro). I pronomi possessivi vengono formati utilizzando l'articolo la (il) prima dei determinanti possessivi, ad es. la mea (il mio).
Se (sé) è il pronome riflessivo della terza persona, singolare e plurale. Il determinante possessivo della terza persona, sia singolare sia plurale, è sua (suo/loro), e il pronome possessivo è la sua (il suo/il loro).
I verbi sono invarianti. Il verbo da solo rappresenta il tempo presente e l'infinito. Gli altri tempi e modi sono indicati da particelle che precedono il verbo:
| tempo/modo | particella | esempio                             |
| ---------- | ---------- | ----------------------------------- |
| presente   | ―          | me vade (io vado)                   |
| passato    | ia         | me ia vade (io sono andato)         |
| futuro     | va         | me va vade (io andrò)               |
| ipotetico  | ta         | me ta vade (io andrei / io andassi) |

Gli avverbi come ja (già) e i verbi ausiliari come comensa (iniziare) sono usati per aggiungere precisione. Il participio presente termina in -nte e il participio passato in -da. Possono essere usati con es (essere) per formare rispettivamente l'aspetto continuativo e la forma passiva.
Gli aggettivi sono invarianti, e gli avverbi non sono distinti dagli aggettivi. Gli aggettivi seguono i sostantivi e gli avverbi seguono i verbi ma precedono gli aggettivi. Il comparativo viene formato con plu (più) o min (meno), il superlativo relativo con la plu (il più) o la min (il meno).
Le domande vengono formate precedendo la proposizione con esce (è vero che) o usando una delle diverse "parole interrogative", come cual (che cosa, quale/i), ci (chi), do (dove), cuando (quando) e perce (perché). Queste stesse parole vengono anche utilizzate per introdurre le proposizioni subordinate, così come fanno le parole si (se), ce (che), car (poiché) e afin (affinché).
Le preposizioni comprendono a (a), de (da, di), ante (davanti a, prima), pos (dietro, dopo), ecc.
Le congiunzioni comprendono e (e), o (o) e ma (ma).

## Letteratura
Esiste una ricca letteratura in lingua franca nova con testi originali e tradotti.
Il primo romanzo letterario originale scritto in Lingua Franca Nova fu La xerca per Pahoa, di Vicente Costalago, pubblicato il 15 maggio 2020 in rete e il 10 maggio 2021 in formato cartaceo.
Tra le principali opere letterarie tradotte in lingua franca nova, tutte disponibili pubblicamente per la lettura sul sito ufficiale, troviamo:
- Colinas como elefantes blanca (Colline come elefanti bianchi) di Ernest Hemingway
- Demandas de un laboror lejente (Fragen eines lesenden Arbeiters) di Bertolt Brecht
- Frate peti (Little Brother) di Cory Doctorow
- La alia de capeles roja (La Lega dei Capelli Rossi) di Arthur Conan Doyle
- La aventuras de Alisia en la pais de mervelias (Le avventure di Alice nel Paese delle Meraviglie) di Lewis Carroll
- La cade de la Casa de Usor (La caduta della casa degli Usher) di Edgar Allan Poe
- La jigante egoiste (Il gigante egoista) di Oscar Wilde
- La prinse peti (Il piccolo principe) di Antoine de Saint-Exupéry
- Leteras de la tera (Lettere dalla Terra) di Mark Twain
- Re Lear (Re Lear) di William Shakespeare
- Tra la miror, e lo cual Alisia trova a ultra (Attraverso lo specchio e quel che Alice vi trovò) di Lewis Carroll
- Un canta de natal (Canto di Natale) di Charles Dickens
- Wini-la-Pu (Winnie Puh) di Alan Alexander Milne

## Bandiera

Bandiera della lingua franca nova.

La bandiera della lingua franca nova, disegnata nel 2004 da Stefan Fisahn e Beate Hornung, è il simbolo principale della lingua franca nova e degli elefenisti.
La bandiera è formata da cinque bande colorate (blu, verde, giallo, arancione e rosso) che partono dall'angolo in basso a sinistra e si estendono verso i bordi superiore e destro.
È simile alla bandiera delle Seychelles, uno Stato che ha adottato il creolo come lingua ufficiale, ma utilizza i colori dell'arcobaleno che simboleggia la pace. La forma vuole essere evocativa del sorgere del sole.
In passato sono esistite altre bandiere: la prima, disegnata originariamente da Boeree e scherzosamente chiamata "europijon" dal gioco di parole tra "pijon" (colomba) ed "europijin" (europidgin), si ispirava a un disegno di Pablo Picasso.

## Esempi di testi in lingua

### Articolo 1 della Dichiarazione universale dei diritti umani
(Dichiarazione universale dei diritti umani, art. 1)

### Preghiera "Padre nostro"
ta ce tua nom es santida,

ta ce tua rena veni,

ta ce tua vole aveni, sur la tera como en la sielo.

Dona oji nosa pan dial a nos,

e pardona nosa detas

como nos pardona nosa detores,

e no lasa nos cade en tenta,

ma libri nos de malia.

(Padre nostro)